# Coywolf

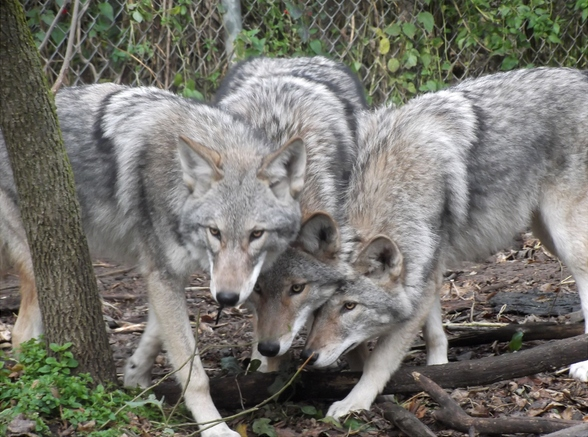
Coywolf

Coywolf (in den USA manchmal auch Woyote genannt) ist ein informeller Begriff für einen Canidenhybrid, der von Kojoten und Grauwölfen abstammt. Alle Mitglieder der Gattung Canis sind genetisch eng miteinander verwandt und können sich untereinander kreuzen, da sie 78 Chromosomen besitzen. Eine genetische Studie zeigt, dass sich diese beiden Arten vor relativ kurzer Zeit (vor etwa 55.000–117.000 Jahren) genetisch getrennt haben. Genomische Studien deuten darauf hin, dass fast alle nordamerikanischen Wolfspopulationen einen gewissen Grad an Vermischung mit Kojoten besitzen, die einer geografischen Kline folgen, wobei die niedrigsten Werte in Alaska und die höchsten in Ontario und Quebec sowie in den atlantischen Provinzen Kanadas vorkommen.

## Merkmale
Hybriden jeglicher Kombination sind in der Regel größer als Kojoten, aber kleiner als Wölfe; sie zeigen Verhaltensweisen, die zwischen Kojote und der Spezies des anderen Elternteils liegen. In einem in Gefangenschaft durchgeführten Hybrid-Experiment wurden sechs F1-Hybridwelpen eines männlichen nordwestlichen Grauwolfs und eines weiblichen Kojoten kurz nach der Geburt gemessen, wobei der Durchschnitt ihrer Gewichte, Gesamtlängen, Kopflängen, Körperlängen, Hinterbeinlängen, Schulterumfänge und Kopfumfänge mit denen von reinen Kojotenwelpen bei der Geburt verglichen wurde. Obwohl die hybriden Welpen bei der Geburt von einem weiblichen Kojoten geboren wurden, waren sie viel größer und schwerer als normale Kojotenwelpen, die etwa zur gleichen Zeit geboren und gemessen wurden. Im Alter von sechs Monaten wurden diese Hybriden im Wildlife Science Center genau beobachtet. Peggy Callahan, die Exekutivdirektorin der Einrichtung erklärt, dass das Heulen dieser Hybriden ähnlich wie bei normalen Wölfen mit einer tiefen, starken Vokalisierung beginnt, sich aber teilweise in ein kojotenhaftes, hohes Schreien verwandelt.
Im Vergleich zu reinen Kojoten bilden östliche Wolf-Kojoten-Hybride kooperativere soziale Gruppen und sind in der Regel weniger aggressiv, wenn sie miteinander spielen. Außerdem erreichen Hybriden im Alter von zwei Jahren die Geschlechtsreife, also deutlich später als reinrassige Kojoten.